# 日本國鐵D50型蒸汽機車
D50型蒸汽机车是日本國有鐵道的一款干线货运蒸汽机车。这是铁道省继9700型蒸汽机车之后，第二款采用2-8-2轮式的煤水车式蒸汽机车。

## 历史

### 在日本本土的运用
一战结束后，日本的货物运输量增加，出现了要求更有力的货物机车的呼声。因此在这样的背景下诞生D50型。最初生产时称9900型，在1928年10月变更为D50型。从1923年到1931年，汽车会社、日本车辆、川崎、日立等公司共生产了380辆。最初用于牵引主干线货运列车。新型机车登场后用于地方主干线。为了减轻轴重，其中有78台改造为D60型。1971年全部停驶。

### 在中国大陆的运用
1907年4月15日，日本与清政府签订《新奉、吉长铁路协约》，吉长铁路中国自办，筑路费215万日元从满铁借款一半，年息5厘，九三折扣，25年还清；1925年10月24日，满铁理事松岗洋右与中华民国交通总长叶恭绰签订《吉敦铁路承造合同》，借款1800万日元，年息9厘。而在1923年，日本向吉长铁路和吉敦铁路输出了16台D50型机车，其中川崎造船所制造10台（车号为970、971、1140 - 1147），其余6台由汽车制造制造（车号为965 - 970）。此16台机车尽管与日本国内的D50型机车相同，但仍有一定的差异。此16台机车起初车号为501-516；九一八事变后，吉长铁路和吉敦铁路被南满州铁道国线接收合称京图线，此16台机车改车号为6540-6555。在1938年与国线其他相同轮式机车合编为ミカナ（Mikana）型，战后消息不明。
1939年，应日本陆军的要求，D50-193号机车被改造为标准轨轨距，并调入華中鐵道服役。该机车在战争结束后被中华人民共和国铁道部接收，称为ㄇㄎ16（MK16）型。

## 机车保存
现在在日本有两台D50型蒸汽機車得以保存：
- D50-25：北海道北见市
- D50-140：梅小路蒸汽机车博物馆

## 备注
1. ↑  依南满州铁道机车形式命名规则（适用于南满州铁道公司及该公司实际经营、控制之满州国有铁道及华北交通公司），ミカ（发音为Mika）系指Mikado型（车轴配置2-8-2）之蒸汽机车。并以日文片假名イ（i）、ニ（ni）、サ（sa）、シ（si）、コ（ko）、ロ（ro）、ナ（na）、ハ（ha）、ク（ku）（为日文数字之发音或发音之字首）依序代表1～9号。例如：Mikana（ミカナ）为Mikado型机车第7型，之前之后以此类推。
2. ↑  国线ミカナ型亦包括两款车型：
  - 在1933年到1938年被编为ミカサ型的原吉海铁路200型机车，战后被中国铁道部编为解放15型；
  - 在1933年到1938年被编为ミカイ型但原配属不明的机车，战后被中国铁道部编为解放18型。